# Corylopsis omeiensis
Corylopsis omeiensis là một loài thực vật có hoa trong họ Hamamelidaceae. Loài này được W.C.Cheng miêu tả khoa học đầu tiên năm 1941.